# Gran Premio di superbike di Hockenheim 1992
Il Gran Premio di Superbike di Hockenheim 1992 è stata la terza prova su tredici del campionato mondiale Superbike 1992, è stato disputato il 10 maggio sul Hockenheimring e ha visto la vittoria di Doug Polen in gara 1, lo stesso pilota si è ripetuto anche in gara 2.
Anche in questa occasione gli iscritti erano molto numerosi e sono state svolte le qualifiche in due gruppi per arrivare ai 36 piloti ammessi alla gara.

## Risultati

### Gara 1

#### Arrivati al traguardo[3]
| Pos. | Nº  | Pilota               | Motocicletta | Tempo     | Griglia | Punti |
| ---- | --- | -------------------- | ------------ | --------- | ------- | ----- |
| 1º   | 1   | Doug Polen           | Ducati       | 29:52.330 | 1º      | 20    |
| 2º   | 3   | Robert Phillis       | Kawasaki     | +0:05.090 | 7º      | 17    |
| 3º   | 13  | Aaron Slight         | Kawasaki     | +0:06.730 | 8º      | 15    |
| 4º   | 17  | Scott Russell        | Kawasaki     | +0:22.550 | 2º      | 13    |
| 5º   | 2   | Raymond Roche        | Ducati       | +0:23.250 | 3º      | 11    |
| 6º   | 4   | Stéphane Mertens     | Ducati       | +0:32.020 | 11º     | 10    |
| 7º   | 91  | Hervé Moineau        | Suzuki       | +0:34.550 | 9º      | 9     |
| 8º   | 63  | Andreas Hofmann      | Kawasaki     | +0:35.150 | 12º     | 8     |
| 9º   | 48  | Daniel Amatriaín     | Ducati       | +0:39.340 | 16º     | 7     |
| 10º  | 100 | Piergiorgio Bontempi | Kawasaki     | +0:39.820 | 18º     | 6     |
| 11º  | 60  | Virginio Ferrari     | Ducati       | +0:45.430 | 25º     | 5     |
| 12º  | 102 | Klaus Liegibel       | Yamaha       | +0:45.750 | 28º     | 4     |
| 13º  | 43  | Andreas Meklau       | Ducati       | +0:54.790 | 22º     | 3     |
| 14º  | 20  | Jean-Yves Mounier    | Yamaha       | +0:56.000 | 29º     | 2     |
| 15º  | 53  | Sven Seidel          | Suzuki       | +0:56.890 | 19º     | 1     |
| 16º  | 34  | Christer Lindholm    | Yamaha       | +1:02.490 | 31º     |       |
| 17º  | 46  | Ian Simpson          | Kawasaki     | +1:03.750 | 26º     |       |
| 18º  | 10  | Davide Tardozzi      | Ducati       | +1:25.350 | 20º     |       |
| 19º  | 9   | Giancarlo Falappa    | Ducati       | +1:27.660 | 4º      |       |
| 20º  | 7   | Carl Fogarty         | Ducati       | +1:38.740 | 13º     |       |
| 21º  | 22  | Brian Morrison       | Kawasaki     | +1:39.590 | 17º     |       |
| 22º  | 50  | René Rasmussen       | Yamaha       | +1:55.100 | 35º     |       |
| 23º  | 65  | Wolfgang Hambach     | Kawasaki     | +2:01.380 | 33º     |       |
| 24º  | 54  | Massimo Broccoli     | Kawasaki     | +2:03.110 | 23º     |       |
| NC   | 8   | Baldassarre Monti    | Honda        | +9 giri   | 27º     |       |

#### Ritirati
| Nº | Pilota            | Motocicletta | Giri     | Griglia |
| -- | ----------------- | ------------ | -------- | ------- |
| 5  | Fabrizio Pirovano | Yamaha       | +1 giro  | 6º      |
| 98 | Bernhard Schick   | Ducati       | +1 giro  | 24º     |
| 12 | Jeffry de Vries   | Yamaha       | +4 giri  | 34º     |
| 49 | Takahiro Sohwa    | Kawasaki     | +5 giri  | 5º      |
| 56 | Ernst Gschwender  | Kawasaki     | +6 giri  | 14º     |
| 89 | Peter Rubatto     | Yamaha       | +7 giri  | 30º     |
| 88 | John Reynolds     | Kawasaki     | +9 giri  | 10º     |
| 29 | Massimo Meregalli | Yamaha       | +10 giri | 36º     |
| 11 | Udo Mark          | Yamaha       | +14 giri | 21º     |
| 71 | Kai Uwe Schmid    | Kawasaki     | +14 giri | 32º     |
| 19 | Edwin Weibel      | Ducati       | +14 giri | 15º     |

### Gara 2

#### Arrivati al traguardo[4]
| Pos. | Nº  | Pilota               | Motocicletta | Tempo     | Griglia | Punti |
| ---- | --- | -------------------- | ------------ | --------- | ------- | ----- |
| 1º   | 1   | Doug Polen           | Ducati       | 29:51.830 | 1º      | 20    |
| 2º   | 3   | Robert Phillis       | Kawasaki     | +0:02.990 | 7º      | 17    |
| 3º   | 9   | Giancarlo Falappa    | Ducati       | +0:03.380 | 4º      | 15    |
| 4º   | 2   | Raymond Roche        | Ducati       | +0:03.580 | 3º      | 13    |
| 5º   | 13  | Aaron Slight         | Kawasaki     | +0:04.100 | 8º      | 11    |
| 6º   | 5   | Fabrizio Pirovano    | Yamaha       | +0:10.080 | 6º      | 10    |
| 7º   | 17  | Scott Russell        | Kawasaki     | +0:10.390 | 2º      | 9     |
| 8º   | 88  | John Reynolds        | Kawasaki     | +0:30.520 | 10º     | 8     |
| 9º   | 63  | Andreas Hofmann      | Kawasaki     | +0:30.900 | 12º     | 7     |
| 10º  | 91  | Hervé Moineau        | Suzuki       | +0:31.160 | 9º      | 6     |
| 11º  | 7   | Carl Fogarty         | Ducati       | +0:31.370 | 13º     | 5     |
| 12º  | 19  | Edwin Weibel         | Ducati       | +0:31.870 | 15º     | 4     |
| 13º  | 4   | Stéphane Mertens     | Ducati       | +0:35.570 | 11º     | 3     |
| 14º  | 54  | Massimo Broccoli     | Kawasaki     | +0:28.430 | 23º     | 2     |
| 15º  | 60  | Virginio Ferrari     | Ducati       | +0:42.680 | 25º     | 1     |
| 16º  | 102 | Klaus Liegibel       | Yamaha       | +0:44.390 | 28º     |       |
| 17º  | 22  | Brian Morrison       | Kawasaki     | +0:53.580 | 17º     |       |
| 18º  | 34  | Christer Lindholm    | Yamaha       | +0:57.640 | 31º     |       |
| 19º  | 12  | Jeffry de Vries      | Yamaha       | +0:57.910 | 34º     |       |
| 20º  | 46  | Ian Simpson          | Kawasaki     | +0:58.530 | 26º     |       |
| 21º  | 100 | Piergiorgio Bontempi | Kawasaki     | +1:08.650 | 18º     |       |
| 22º  | 20  | Jean-Yves Mounier    | Yamaha       | +1:16.850 | 29º     |       |
| 23º  | 50  | René Rasmussen       | Yamaha       | +1:20.100 | 35º     |       |
| 24º  | 29  | Massimo Meregalli    | Yamaha       | +1:29.400 | 36º     |       |

#### Ritirati
| Nº | Pilota            | Motocicletta | Giri     | Griglia |
| -- | ----------------- | ------------ | -------- | ------- |
| 53 | Sven Seidel       | Suzuki       | +1 giro  | 19º     |
| 8  | Baldassarre Monti | Honda        | +1 giro  | 27º     |
| 65 | Wolfgang Hambach  | Kawasaki     | +4 giri  | 33º     |
| 56 | Ernst Gschwender  | Kawasaki     | +7 giri  | 14º     |
| 48 | Daniel Amatriaín  | Ducati       | +12 giri | 16º     |
| 43 | Andreas Meklau    | Ducati       | +12 giri | 22º     |
| 10 | Davide Tardozzi   | Ducati       | +12 giri | 20º     |
| 89 | Peter Rubatto     | Yamaha       | +12 giri | 30º     |